# La Pellerine, Mayenne
La Pellerine là một xã thuộc tỉnh Mayenne trong vùng Pays de la Loire tây bắc nước Pháp. Xã này nằm ở khu vực có độ cao trung bình 208 mét trên mực nước biển.